# 玉夫座ζ
玉夫座ζ（英語：Zeta Sculptoris）是在玉夫座的一個多星系統。它的視星等僅有+5.04，裸眼隱約可見。它的年週視差為6.49毫角秒，估計距離太陽約為500光年，並以+8.6km/s的徑向速度遠離而去。從地球上觀察，玉夫座ζ鄰近疏散星團布蘭科1，但它比布蘭科1更靠近地球。
它的主星，玉夫座ζA是只有一祖譜線的低振幅聯星，軌道週期4.8年，軌道離心率0.32 。此對可見的成員是B型主序星，光譜類型為B5V。它有一顆13等的伴星，玉夫座ζB，在角距離3角秒，方位角330度之處（1927年）。根據埃格爾頓（Eggleton）和東科維寧（Tokovinin）的觀測（2008年），它最有可能與主星引力綁定。